# 26200 Van Doren
26200 Van Doren este un asteroid din centura principală de asteroizi.

## Descriere
26200 Van Doren este un asteroid din centura principală de asteroizi. A fost descoperit pe 3 aprilie 1997 la Socorro, New Mexico, în cadrul proiectului LINEAR. Asteroidul prezintă o orbită caracterizată de o semiaxă mare de 2,25 ua, o excentricitate de 0,13 și o înclinație de 5,2° în raport cu ecliptica.